# Востец
Востец — река в Московской области России, правый приток Северки. На Востеце расположены деревня Тишково, село Ляхово.
Длина реки составляет 13 км, площадь водосборного бассейна — 49,1 км². Равнинного типа. Питание преимущественно снеговое. Замерзает обычно в середине ноября, вскрывается в середине апреля.
Для долины Востеца характерны красивые всхолмленные ландшафты. Берёзовые леса сменяются полями и лугами. Русло реки прорезает покровные отложения, вскрывая известняки каменноугольного периода и образуя галечные перекаты. Выше села Ляхово Востец представляет собой каскад прудов, а ниже села поворачивает на восток, протекая в естественных берегах до впадения в Северку.

## Данные водного реестра
По данным государственного водного реестра России, относится к Окскому бассейновому округу. Речной бассейн — Ока, речной подбассейн — бассейны притоков Оки до впадения Мокши, водохозяйственный участок — Москва от водомерного поста в деревне Заозерье до города Коломны.